# Ludowy Artysta RFSRR

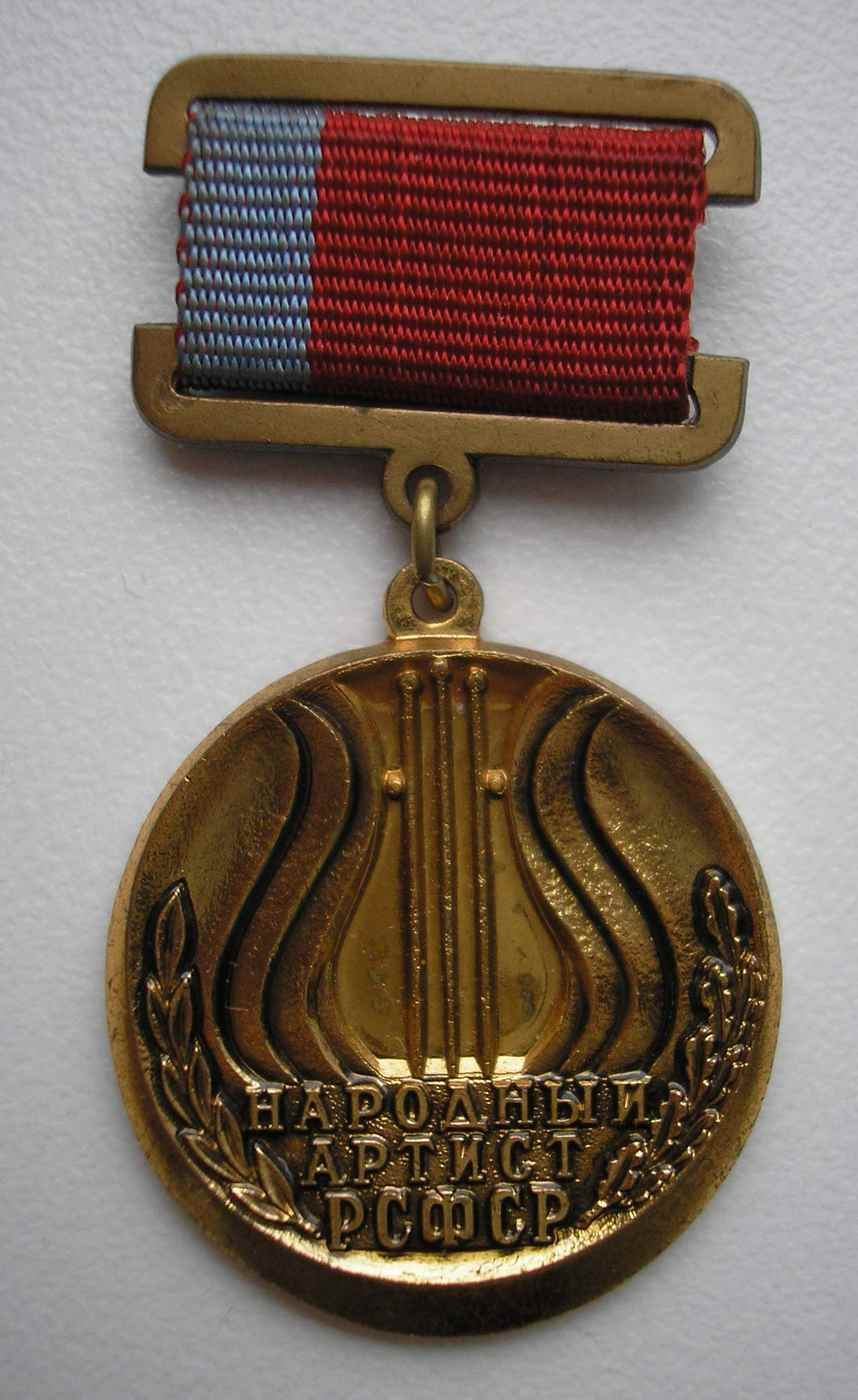
Odznaka „Ludowy Artysta RFSRR”

Ludowy Artysta RFSRR (ros. Народный артист РСФСР) – tytuł honorowy nadawany po okresie co najmniej pięciu lat od chwili przyznania tytułu Zasłużony Artysta RFSRR lub Zasłużony Działacz Sztuk RFSRR artystom, reżyserom, baletmistrzom, dyrygentom, dyrygentom chóru, wybitnym wykonawcom muzyki, autorom wysokiej klasy dzieł artystycznych: spektakli, filmów, kinowych i telewizyjnych, programów cyrkowych, którzy wnieśli wybitny wkład w ojczystą kulturę sztuki i którzy cieszyli się ogólnym społecznym uznaniem.
Wyróżnienie zostało ustanowione przez Prezydium Rady Głównej Rosji (Президиума Верховного Совета РСФСР) 10 sierpnia 1931 roku.
W 1992 tytuł został przemianowany na Ludowy Artysta Federacji Rosyjskiej.